# Valerie Hunter Gordon
Valerie Hunter Gordon, de soltera Valerie Ziani de Ferranti, (Baslow, 7 de diciembre de 1921 – Beauly, 16 de octubre de 2016) fue la inventora británica del PADDI, un sistema de pañales sostenibles considerado el primer pañal desechable del mundo, y del Nikini, la primera compresa.

## Biografía
Era nieta del inventor Sebastian Ziani de Ferranti, fundador de la empresa de ingeniería eléctrica británica Ferranti, y familiar lejana del guitarrista clásico italiano y compositor Marco Aurelio Zani de Ferranti y de la hermana de Basil de Ferranti. Su abuela por parte de madre, Juliana Scott, era pianista.
Se casó con el ingeniero Patrick Hunter Gordon. Murió el 19 de octubre de 2016 a la edad de 94 años y tuvo una gran familia con seis hijos, 19 nietos y 16 bisnietos.

## El primer pañal
En 1947, tras nacer su tercer hijo, Hunter empezó a desarrollar un producto para evitar tener que dedicar tanto tiempo y recursos para lavar, secar y planchar el tradicional trapo. "Simplemente dije que no quería volver a lavarlos", explicó. "Era un trabajo terrible". Creó sus pañales, que son un sistema de dos partes, consistente en un absorbente biodegradable desechable (hecho de guata de celulosa recubierta de algodón) que se lleva dentro de una prenda impermeable ajustable (el PADDI) con botones de presión que no se tira.
Al principio, utilizó paracaídas viejos para hacer la pieza impermeable, por lo que en las primeras versiones se veían algunas letras de  los paracaídas. Experimentó una gran demanda por parte de sus amigos, y particularmente de otras madres del ejército. Al principio, los fabricantes fueron incapaces de ver las posibilidades comerciales de estos pañales y Valerie hizo más de 400 pañales PADDI con su máquina de coser que tenía en la mesa de la cocina. Los vendió por 5 chelines cada uno. Más tarde utilizó PVC para hacer la pieza impermeable.
Hunter solicitó la patente en abril de 1948, y se le concedió para la prenda PADDI en el Reino Unido en octubre de 1949, pero no por la almohadilla biodegradable absorbente del interior. Se dirigió sin éxito a varias empresas para que le ayudaran a fabricar el producto a mayor escala comercial. Fue después de una reunión entre el padre de Valerie, Vincent Ziani de Ferranti, y el químico Robert Robinson, en una cena en la Royal Society cuando firmó un contrato con la empresa Robinson & Sons of Chesterfield el 8 de noviembre de 1949.
En 1950, la farmacéutica Boots acordó vender el PADDI en todas sus sucursales. En 1951, se concedió la patente del PADDI para Estados Unidos y para todo el mundo. El PADDI se mostró en la Exposición Mothercraft de Westminster en 1950, y luego en la Exposición Ideal Home en 1952. La BBC presentó la invención como uno de los seis productos más interesantes en la muestra, después de que se hubieran vendido 750.000 paquetes de pañales ese año. Poco después, Playtex y otras grandes empresas internacionales intentaron sin éxito comprar la empresa Robinson & Sons. Las ventas de PADDI alcanzaron los 6 millones en 1960, y el producto tuvo mucho éxito durante muchos años hasta que llegó un nuevo pañal de la empresa Pamper de una sola pieza, con un plástico no biodegradable que se desechaba junto con el resto, un producto que ha sido criticado por grupos ecologistas como insostenible.

## La primera compresa
Tras el éxito del PADDI, Hunter tuvo tres hijos más y se trasladó a vivir a Beauly cuando su marido, el escocés Patrick Hunter Gordon, se unió a su padre, Samuel Hunter Gordon, para dirigir la empresa familiar de ingeniería AI Welders en Inverness. Desde allí acudió muchas veces al pueblo de Robinson, donde desarrolló el diseño de compresas y otros productos. También creó el sistema compresa de toalla sanitaria para mujeres, que puede considerarse la primera compresa moderna del mundo. A Hunter le sorprendió que este producto le generara más beneficios que los pañales, sin embargo dijo que "probablemente hay más mujeres que tienen la menstruación que criaturas incontinentes".